# Álvaro Enrique Peña
Álvaro Enrique Peña (født 3. august 1989) er en uruguayansk fodboldspiller.